# Eastpoint (Florida)
Eastpoint es un lugar designado por el censo ubicado en el condado de Franklin en el estado estadounidense de Florida. En el Censo de 2010 tenía una población de 2.337 habitantes y una densidad poblacional de 124,51 personas por km².

## Geografía
Eastpoint se encuentra ubicado en las coordenadas 29°45′17″N 84°52′10″O / 29.75472, -84.86944. Según la Oficina del Censo de los Estados Unidos, Eastpoint tiene una superficie total de 18.77 km², de la cual 18.77 km² corresponden a tierra firme y (0%) 0 km² es agua.

## Demografía
Según el censo de 2010, había 2.337 personas residiendo en Eastpoint. La densidad de población era de 124,51 hab./km². De los 2.337 habitantes, Eastpoint estaba compuesto por el 96.92% blancos, el 0.13% eran afroamericanos, el 0.68% eran amerindios, el 0.04% eran asiáticos, el 0% eran isleños del Pacífico, el 0.51% eran de otras razas y el 1.71% pertenecían a dos o más razas. Del total de la población el 1.67% eran hispanos o latinos de cualquier raza.